# 서강준
서강준(본명: 이승환, 1993년 10월 12일 ~ )은 대한민국의 배우이다.

## 출연 작품

### 드라마
- 2012년 SBS 주말 미니시리즈 《신사의 품격》 ... 스키니 젊은이 역
- 2012년 SBS 드라마 스페셜 《아름다운 그대에게》 ... 고등학생 역
- 2013년 MBC EVERY1 웹 드라마 《방과 후 복불복》 ... 서강준 역
- 2013년 KBS2 월화 미니시리즈 《굿 닥터》 ... 불량학생 역
- 2013년 SBS 월화 미니시리즈 《수상한 가정부》 ... 최수혁 역
- 2013년 MBC 단막극 《드라마 페스티벌 - 하늘재 살인사건》 ... 정윤하 역
- 2014년 MBC 수목 미니시리즈 《앙큼한 돌싱녀》 ... 국승현 역
- 2014년 KBS2 단막극 《드라마 스페셜 - 보미의 방》 ... 보미의 워너미 여상남 역 (특별출연)
- 2014년 네이버 TV, 다음 TV팟 웹 드라마 《최고의 미래》 ... 최고 역
- 2014년 ~ 2015년 KBS2 주말연속극 《가족끼리 왜 이래》 ... 윤은호 역
- 2015년 MBC 월화 특별기획 대하드라마 《화정》 ... 홍주원 역
- 2015년 MBC EVERY1 웹 드라마 《투 비 컨티뉴드》 ... 정아린 오빠 역 (특별출연)
- 2016년 tvN 월화 미니시리즈 《치즈인더트랩》 ... 백인호 역
- 2016년 SBS 드라마 스페셜 《딴따라》 ... 이상원 역 (7~8회 특별출연)
- 2016년 tvN 금토 미니시리즈 《안투라지》 ... 차영민 역
- 2017년 네이버 TV 웹 드라마 《아이돌 권한대행》 ... 녹음실 직원 역 (특별출연)
- 2018년 KBS2 월화 미니시리즈 《너도 인간이니?》 ... 남신Ⅲ / 남신 역
- 2018년 JTBC 금토 미니시리즈 《제3의 매력》 ... 온준영 역
- 2019년 OCN 주말 미니시리즈 《왓쳐》 ... 김영군 역
- 2020년 JTBC 월화 미니시리즈 《날씨가 좋으면 찾아가겠어요》 ... 임은섭 / 김진호 역
- 2022년 DISNEY+ 오리지널 드라마 《그리드》 ... 김새하 역
- 2025년 MBC 금토 미니시리즈 《언더커버 하이스쿨》 ... 정해성 역
- 2025년 SBS 수요 드라마 《사계의 봄》 (9회 특별출연)

### 영화
| 연도 | 제목                 | 역할   | 비고 |
| ---- | -------------------- | ------ | ---- |
| 2014 | 나의 사랑 나의 신부  | 준수   |      |
| 2015 | 뷰티 인사이드        | 김우진 |      |
| 2015 | 미안해 사랑해 고마워 | 한상규 |      |
| 2021 | 해피 뉴 이어         | 이강   |      |

## 그밖의 활동

### 텔레비전 프로그램
| 연도         | 방송사                       | 제목                                                         | 역할                            | 비고                                  |
| ------------ | ---------------------------- | ------------------------------------------------------------ | ------------------------------- | ------------------------------------- |
| 2014         | 빈칸                         | 젊은 연극제 개막식                                           | MC                              |                                       |
| 2014         | 일본 KNTV                    | 도키메키 칸도라                                              | MC                              |                                       |
| 2014         | 빈칸                         | 한류드림콘서트                                               | 스페셜 MC                       |                                       |
| 2014         | SBS                          | 인기가요                                                     | 스페셜 MC                       |                                       |
| 2014         | MBC                          | 우리 결혼했어요 - 송재림 & 김소은 커플 편                    | 특별 게스트                     | 서프라이즈 멤버들과 출연              |
| 2014         | MBC                          | 2014 설특집 아이돌스타 육상 양궁 풋살 컬링 선수권대회        | 게스트                          | 서프라이즈 멤버들과 출연              |
| 2014         | SBS                          | 슈퍼주니어M의 게스트하우스                                   | 게스트                          | 서프라이즈 멤버들과 출연              |
| 2014         | MBC                          | 황금어장 - 라디오스타                                        | 게스트                          | 364회, 꽃미남 종합선물세트 편         |
| 2014         | KBS2                         | 해피투게더 시즌3                                             | 게스트                          | 365회, 한솥밥 특집                    |
| 2014         | SBS                          | 일요일이 좋다 - 룸메이트 시즌 1                              | 고정 출연                       | 20부작                                |
| 2014         | SBS                          | 일요일이 좋다 - 룸메이트 시즌 2                              | 고정 출연                       | 26부작                                |
| 2015         | SBS                          | 일요일이 좋다 - 룸메이트 시즌 2                              | 고정 출연                       | 26부작                                |
| SBS          | 일요일이 좋다 - 런닝맨       | 게스트                                                       | 230회, 꽃미남 탐구 생활 편      |                                       |
| JTBC         | 현생인류보고서 – 타인의 취향 | 고정 출연                                                    | 7부작, 서프라이즈 멤버들과 출연 |                                       |
| MBC 에브리원 | 천생연분 리턴즈              | 고정 출연                                                    | 10부작                          |                                       |
| JTBC         | 나홀로 연애중                | 게스트                                                       | 9 ~ 10회                        |                                       |
| MBC MUSIC    | 멜론 뮤직 어워드             | 스페셜 MC                                                    |                                 |                                       |
| 2016         | tvN                          | 현장토크쇼 택시                                              | 게스트                          | 410회, 2016년을 부탁해 특집 편        |
| 2016         | MBC                          | 나 혼자 산다                                                 | 특별 게스트                     | 143회, 이국주 편                      |
| 2016         | SBS                          | 정글의 법칙 in TONGA                                         | 게스트                          | 9부작                                 |
| 2016         | SBS                          | 보컬 전쟁: 신의 목소리                                       | 게스트                          | 3회                                   |
| 2016         | MBC                          | 황금어장 - 라디오스타                                        | 게스트                          | 481회, 신기한 노을, 서프라이즈 편     |
| 2016         | MBC MUSIC                    | 아스트로 프로젝트 : 아.시.아(아스트로가 시작하는 아시아투어) | 특별 게스트                     |                                       |
| 2016         | KBS2                         | 해피선데이 - 슈퍼맨이 돌아왔다                               | 게스트                          | 161 ~ 162회                           |
| 2017         | MBC                          | 우리 결혼했어요 - 공명 & 정혜성 커플 편                      | 특별 게스트                     | 359 ~ 360회, 서프라이즈 멤버들과 출연 |
| 2017         | 빈칸                         | 제37회 한국영화평론가협회상                                  | MC                              | 이선빈과 공동 진행                    |

### 라디오 프로그램
| 연도 | 방송사 | 제목                           | 역할   | 비고 |
| ---- | ------ | ------------------------------ | ------ | ---- |
| 2016 | EBS FM | EBS 책 읽는 라디오 낭독 시리즈 | 낭독자 |      |

### 기타
- 2015년 시네마게임 《도시를 품다》(감독 김선일·제작 쇼베 크리에이티) - 카카오톡을 통해 출시 및 구글플레이 및 애플 앱스토어에서 공개[1]

### 홍보대사
- 2014년 미래창조과학부, 한국방송통신전파진흥원 '2014 단막극 페스티벌' 홍보대사
- 2015년 문화체육관광부, 한국콘텐츠진흥원, 한국패션디자이너연합회 '패션코드 2015 F/W' 홍보대사 (with 소녀시대 태티서)
- 2015년 아베다 물을 위한 걷기 대회 홍보대사
- 2016년 행정자치부 '자전거 안전문화' 홍보대사 (with 헬로비너스 나라, 박해미)
- 2017년 KOTRA 아스타나 엑스포 한국관 홍보대사 (with 뽀로로)

### 뮤직 비디오
| 연도 | 가수       | 제목              |
| ---- | ---------- | ----------------- |
| 2013 | 헬로비너스 | 〈차 마실래?〉    |
| 2014 | 에일리     | 〈I'm In Love〉   |
| 2014 | 서프라이즈 | 〈From my heart〉 |
| 2017 | 헬로비너스 | 〈Mysterious〉    |

### 광고
| 연도        | 기업                 | 브랜드                            | 품목                 | 비고                 |
| ----------- | -------------------- | --------------------------------- | -------------------- | -------------------- |
| 2014        | 해태제과             | 포키                              | 스낵                 | 앨리스               |
| 2014        | 리복 코리아          | 리복 클래식 '운동화로 겨울나는법' | 스포츠웨어           | 구하라               |
| 2014        | (주)지엔코           | 티아이 포맨                       | 남성정장             |                      |
| 2014 ~ 2016 | 케이브랜즈           | NIX                               | 데님 브랜드          | 아이린, 헤이즈       |
| 2014 ~ 2016 | 아베다 코리아        | 아베다                            | 화장품               |                      |
| 2014 ~ 2017 | (주)동인기연         | TIMBUK2                           | 메신저백             |                      |
| 2015        | 지앤푸드             | 굽네치킨                          | 오븐구이 치킨        | 강소라               |
| 2015 ~ 2016 | 중원주식회사         | 시크릿데이                        | 여성 생리대          |                      |
| 2016        | SF글로비즈           | 블루마운틴                        | 슈즈                 | 김새론               |
| 2016        | 한국코카콜라(유)     | 코카콜라 '마음을 전해요' 캠페인   | 음료                 | 강한나               |
| 2016        | 롯데네슬레 코리아    | 네스카페 크레마                   | 커피                 |                      |
| 2016        | 롯데닷컴             | 롯데옴니쇼핑                      | 쇼핑 서비스          | 곽도원, 염정아, 이솜 |
| 2016        | 우주스튜디오         | 베로니카포런던                    | 수제화               | F/W시즌              |
| 2016 ~ 2017 | OB맥주               | 카스 라이트                       | 주류                 | 박정민               |
| 2016 ~ 2017 | 한국교육방송공사     | EBS 토목달                        | 토익                 |                      |
| 2016 ~ 2017 | 삼성물산 패션부문    | 빈폴 아웃도어                     | 아웃도어             |                      |
| 2016 ~ 2017 | ㈜제이엘벤처스       | 러비더비                          | 퍼퓸 리빙케어 브랜드 |                      |
| 2017        | (주)직방             | 직방                              | 부동산 앱            | 설현                 |
| 2017        | (주)토니모리         | 토니모리                          | 화장품 브랜드숍      | 이세영               |
| 2017        | (주)TBHGLOBAL        | 어반코드 더클래스                 | 남성 정장            |                      |
| 2018 ~ 2019 | (주)밀레             | 밀레                              | 아웃도어             |                      |
| 2018        | (주)그라비티         | 라그나로크M: 영원한 사랑          | 모바일 게임          | 윤아                 |
| 2018        | (주)강원랜드         | 하이원 워터월드                   | 워터파크             |                      |
| 2018        | (주)지에스지엠       | 체이스컬트                        | 의류                 |                      |
| 2019        | (주)씨이오인터내셔널 | 메르세데스-벤츠 파퓸스            | 향수                 |                      |
| 2019        | (주)신세계 디에프    | 신세계 면세점                     | 면세점               |                      |
| 2020        | 에이션패션           | 프로젝트엠(PROJECT M)             | 의류                 |                      |
| 2020        | 실란트로(주)         | 덴티스테                          | 덴탈케어             |                      |
| 2021 ~ 2022 | (주)케이엔비코스     | 쓰리                              | 화장품               |                      |
| 2022        | MSD                  | 가다실9                           | 의품                 |                      |
| 2023        | (주)언일전자         | 글램                              | 고데기               |                      |
| 2023        | 성분에디터           | 그린토마토 모공엠플               | 화장품               |                      |
| 2024        | 라카루트             | 라카루트                          | 치약                 |                      |

## 수상 및 후보
| 연도 | 시상식                       | 부문                            | 작품                           | 결과 |
| ---- | ---------------------------- | ------------------------------- | ------------------------------ | ---- |
| 2014 | 제7회 코리아 드라마 어워즈   | 남자 신인연기상                 | 《앙큼한 돌싱녀》              | 수상 |
| 2014 | MBC 연기대상                 | 남자 신인연기상                 | 《앙큼한 돌싱녀》              | 후보 |
| 2014 | SBS 연예대상                 | 예능부문 남자 신인상            | 《룸메이트》                   | 후보 |
| 2014 | KBS 연기대상                 | 남자 신인연기상                 | 《가족끼리 왜 이래》           | 후보 |
| 2015 | 제10회 숨피 어워즈           | 라이징 스타상                   | 《앙큼한 돌싱녀》              | 수상 |
| 2015 | 제3회 드라마피버 어워즈      | 베스트 브로맨스상 (with.주상욱) | 《앙큼한 돌싱녀》              | 수상 |
| 2015 | 제8회 코리아 드라마 어워즈   | 남자 우수연기상                 | 《화정》                       | 후보 |
| 2015 | 제8회 코리아 드라마 어워즈   | 핫스타상                        | 《화정》                       | 수상 |
| 2015 | MBC 연기대상                 | 남자 신인연기상                 | 《화정》                       | 후보 |
| 2016 | 제1회 tvN10 어워즈           | 드라마 남자부문 Made in tvN     | 《치즈인더트랩》               | 후보 |
| 2016 | 제1회 아시아 아티스트 어워즈 | 드라마부문 베스트 엔터네이너상  | 《치즈인더트랩》               | 수상 |
| 2016 | 제1회 아시아 아티스트 어워즈 | 남자 인기상                     | 《치즈인더트랩》               | 후보 |
| 2016 | 제11회 에이어워즈            | 컨템포러리 부문 몽블랑 옴므     | 빈칸                           | 수상 |
| 2018 | 제11회 코리아 드라마 어워즈  | 남자 우수연기상                 | 《너도 인간이니?》             | 후보 |
| 2018 | KBS 연기대상                 | 중편드라마부문 남자 우수연기상  | 《너도 인간이니?》             | 수상 |
| 2018 | KBS 연기대상                 | 베스트 커플상 (with.공승연)     | 《너도 인간이니?》             | 수상 |
| 2018 | KBS 연기대상                 | 네티즌상                        | 《너도 인간이니?》             | 후보 |
| 2019 | 제14회 숨피 어워즈           | 베스트 커플상 (with.공승연)     | 《너도 인간이니?》             | 후보 |
| 2021 | 제7회 에이판 스타 어워즈     | KT Seezn 스타상                 | 《날씨가 좋으면 찾아가겠어요》 | 후보 |
| 2021 | 제7회 에이판 스타 어워즈     | 아이돌챔프 남자 인기상          | 《날씨가 좋으면 찾아가겠어요》 | 후보 |